# Emil i Georg Zillmannowie

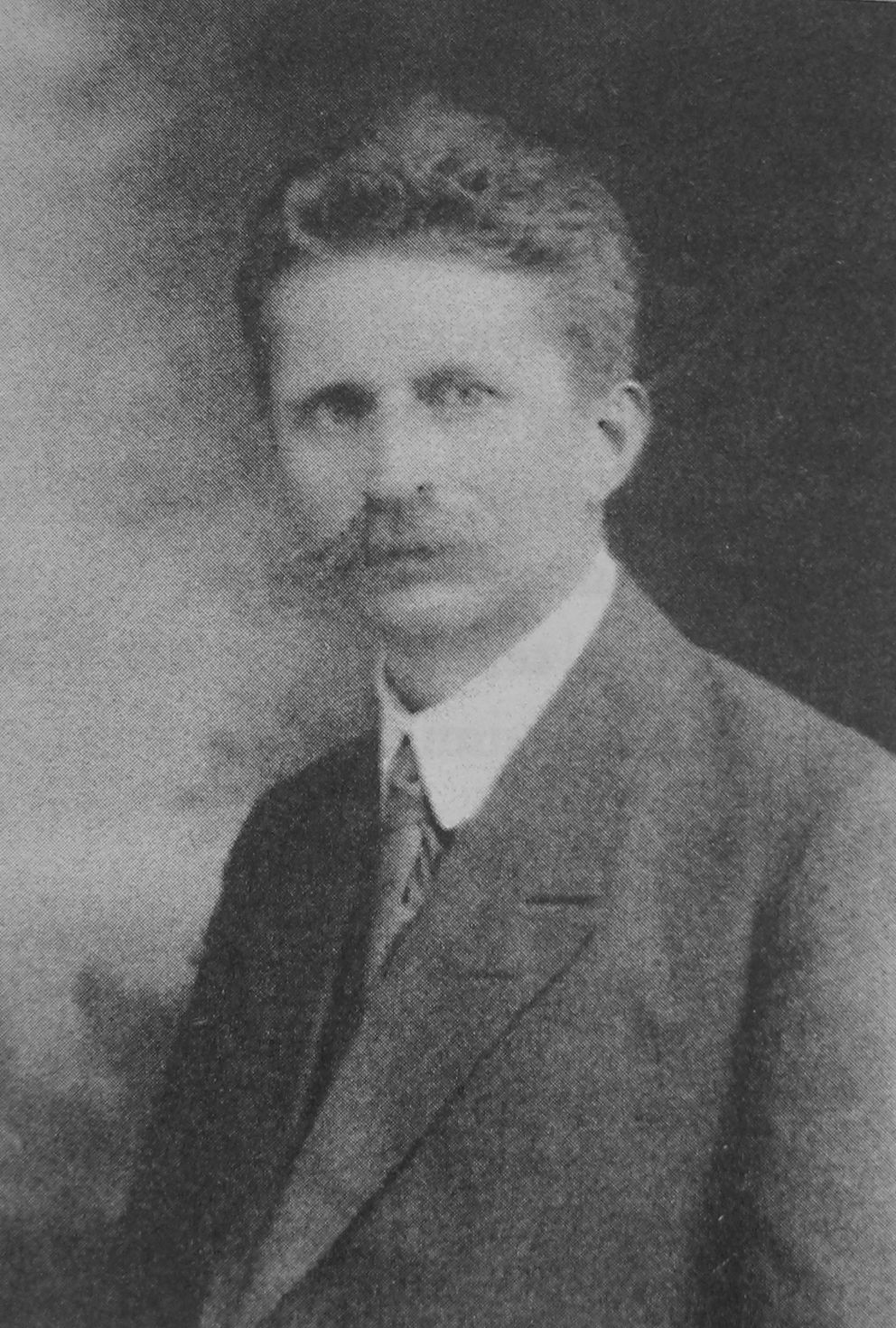
Emil Zillmann

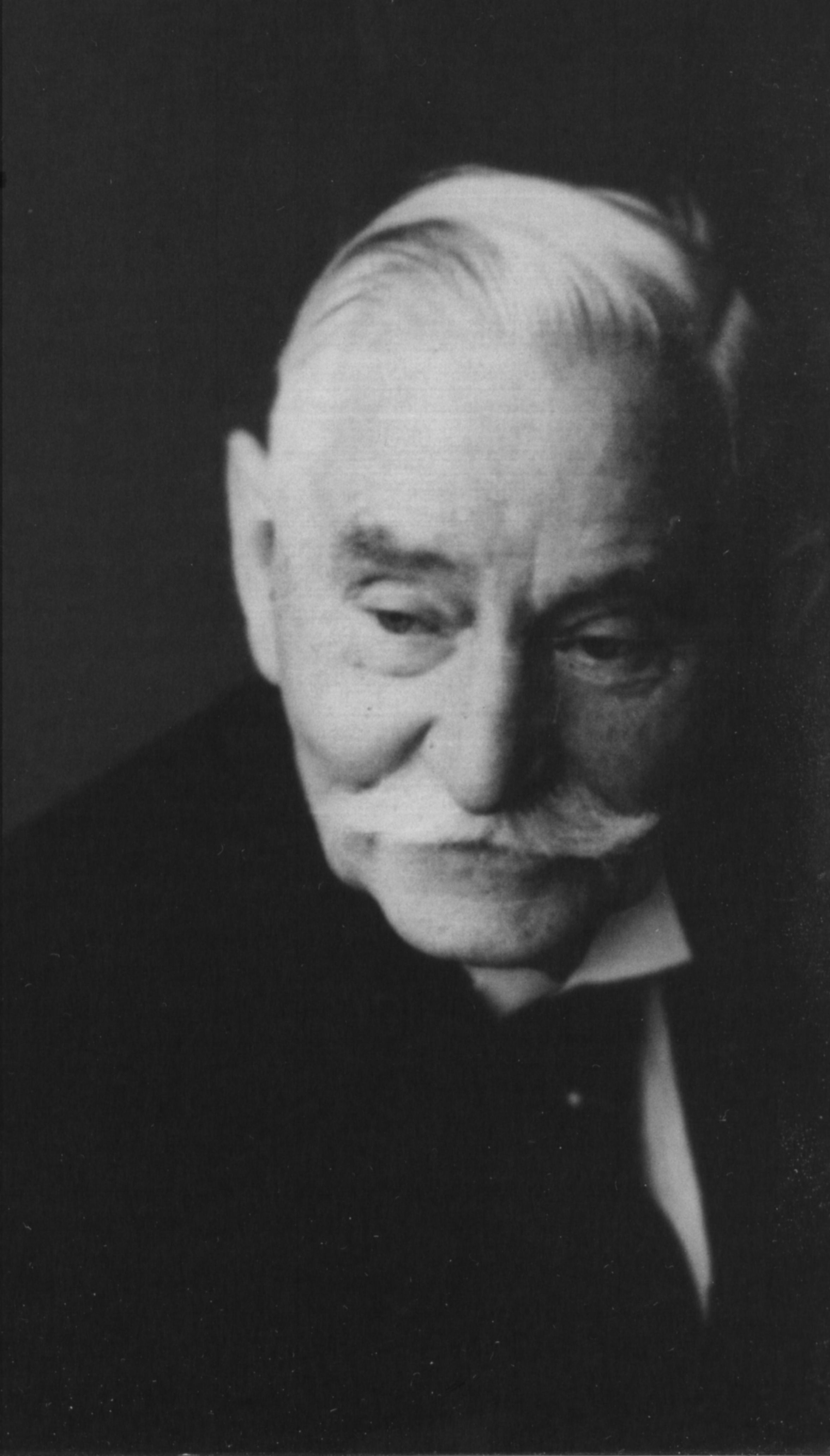
Georg Zillmann

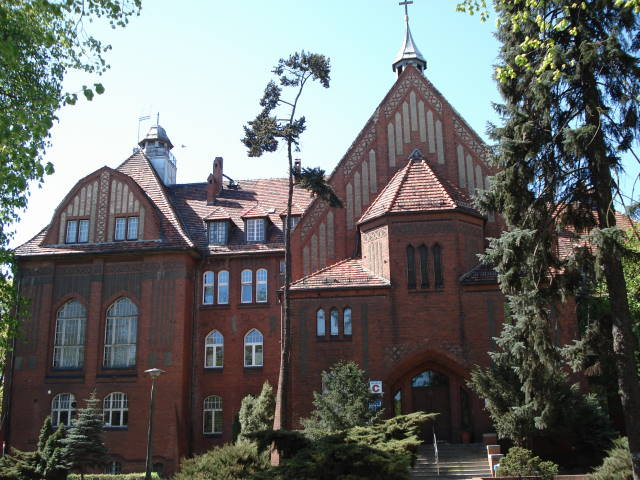
Szpital Kliniczny nr 2 w Poznaniu, dawny dom macierzysty diakonisek, 1909–1911

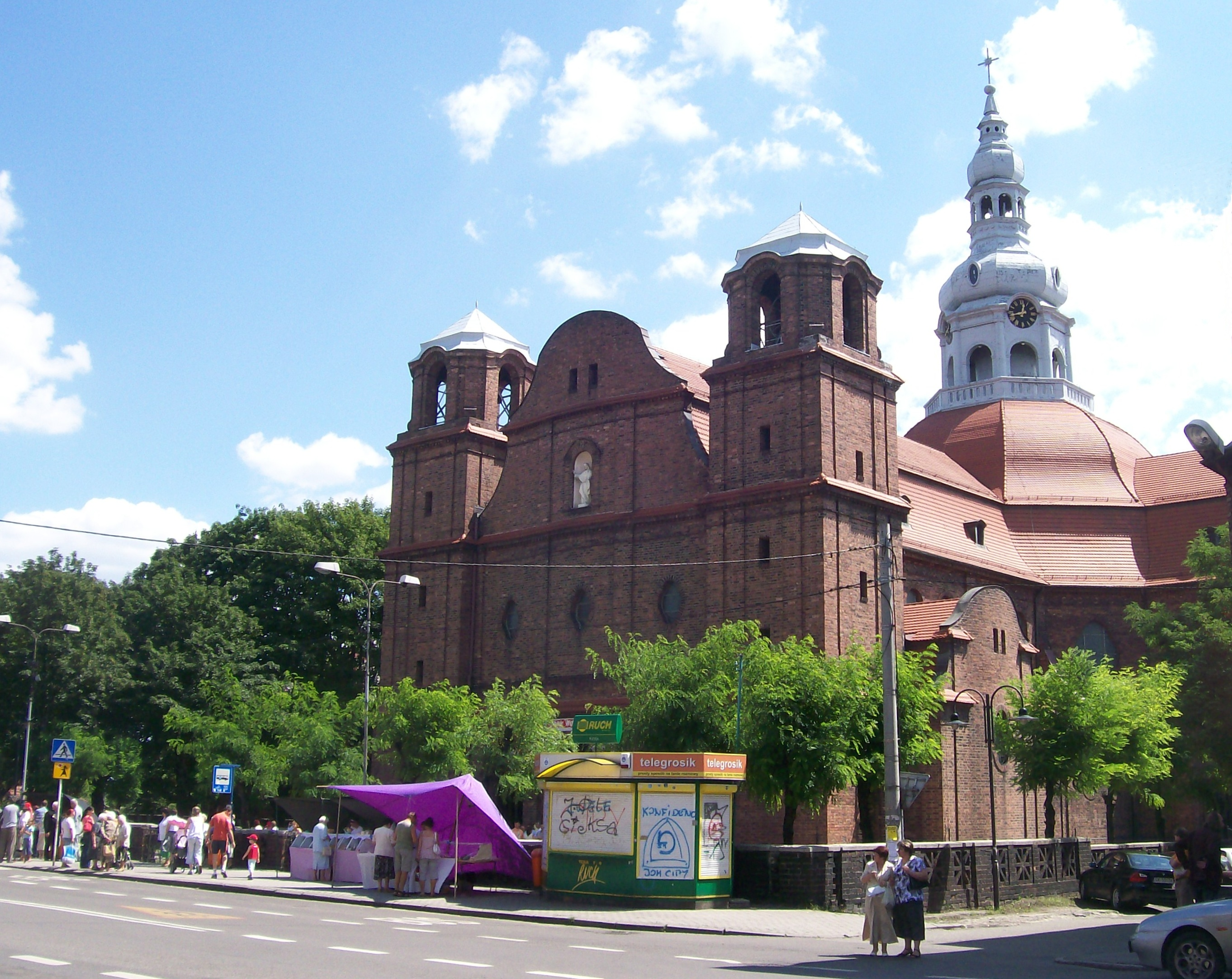
Kościół św. Anny w Katowicach Nikiszowcu, 1914–1927

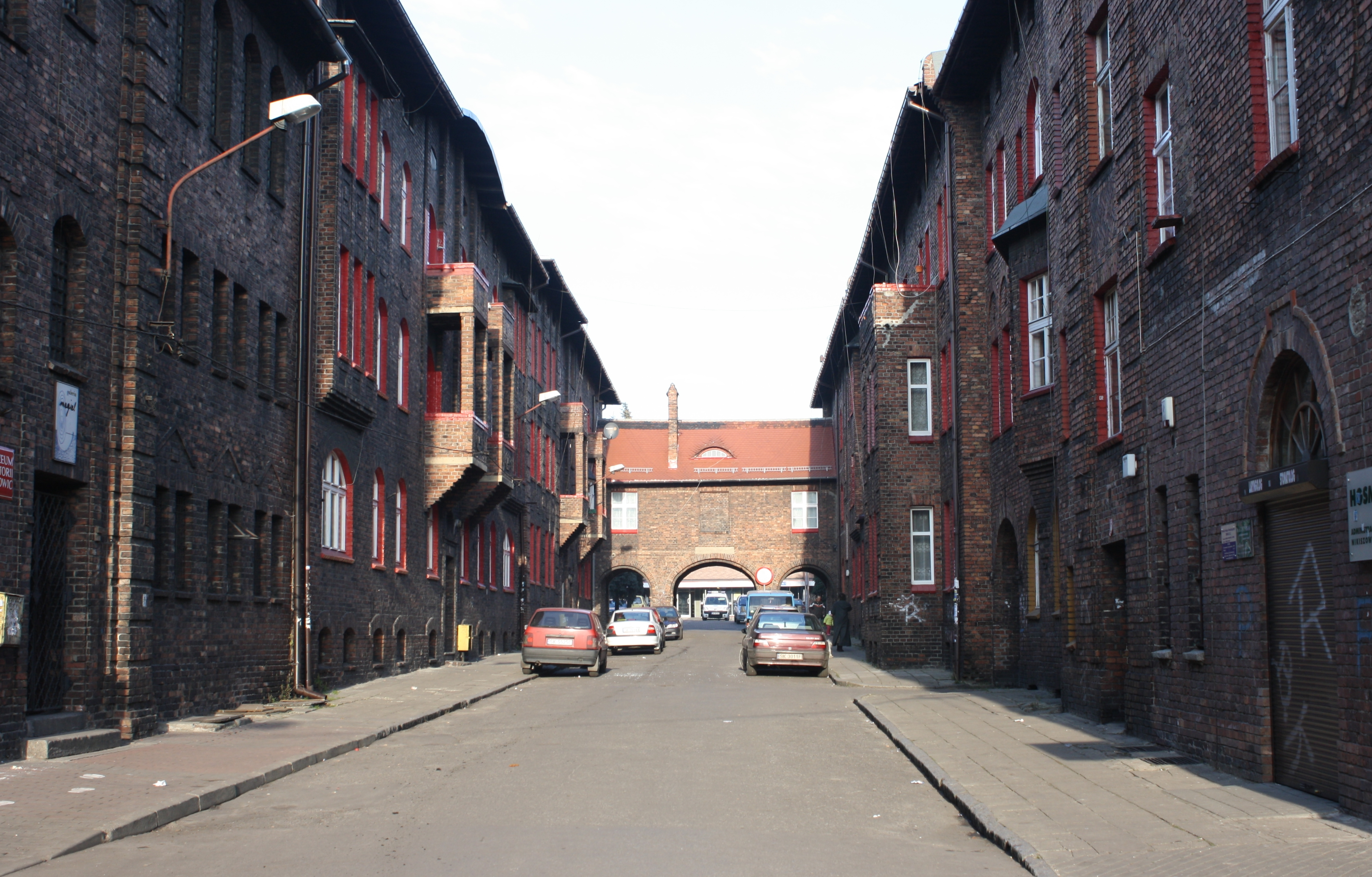
Os. Nikiszowiec w Katowicach

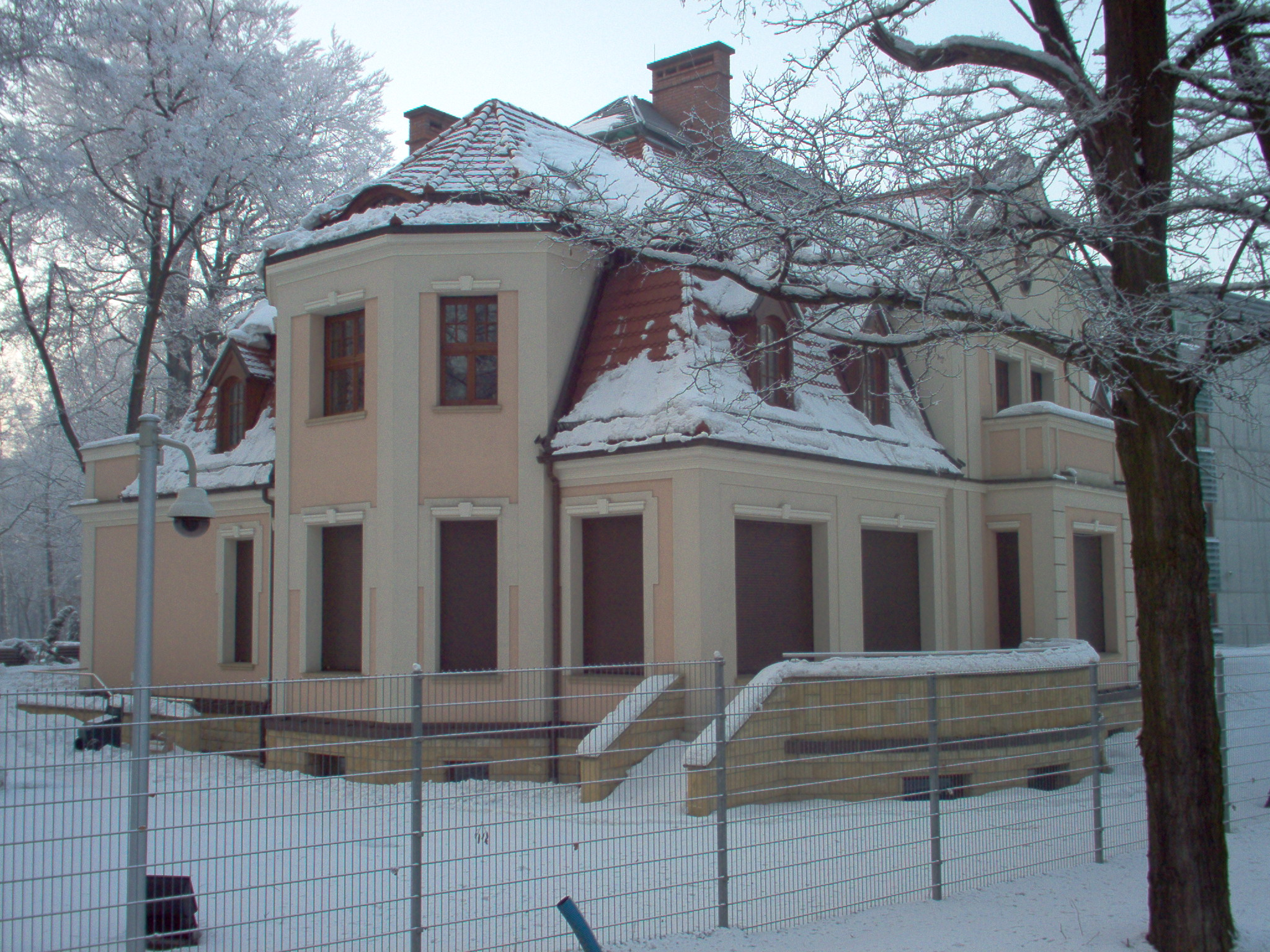
Willa Brachta w Giszowcu w 2006 roku

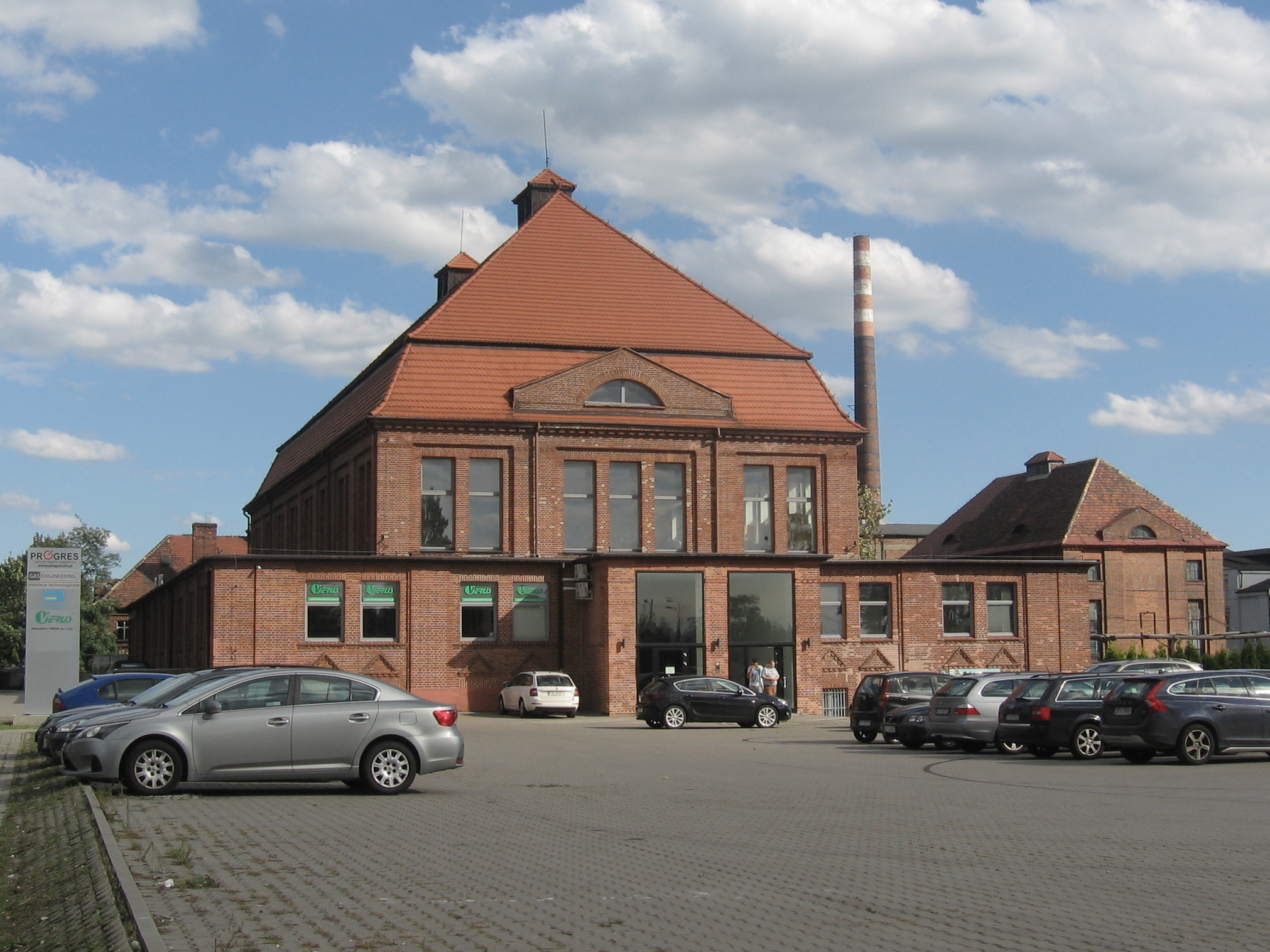
Cechownia dawnej kopalni Deutsch-Bleischarley w Bytomiu w 2017 roku

Emil Zillmann (ur. 20 czerwca 1870 w Międzyrzeczu, zm. 22 maja 1937 w Berlinie) i Georg Zillmann (ur. 9 lipca 1871 w Międzyrzeczu, zm. 25 listopada 1958 w Berlinie) – niemieccy architekci, kuzyni, projektanci m.in. osiedla robotniczego Nikiszowiec.

## Życiorysy
Byli kuzynami, a ich ojcowie braćmi utrzymującymi się z pracy na roli. Jako pierwsi w rodzinie podjęli studia wyższe w Królewskiej Wyższej Szkoły Technicznej (Königliche Technische Hochschule) w Charlottenburgu. Po skończeniu studiów pozostali w Charlottenburgu, gdzie wybudowali dom, w którym Georg zamieszkał, a w części budynku było ich wspólne biuro projektowe.
10 listopada 1899 roku Emil poślubił pochodzącą z Neustadt (Dosse) Marianne Amalie Agnes Graefe; miał z nią czworo dzieci. 9 października 1915 roku Georg poślubił Pauline Danner z Katowic, nie mieli dzieci.
Pracowali oddzielnie, Emil specjalizował się w budynkach sakralnych, Georg zaś projektował szpitale. Początkowo nie odnotowywali wielkich sukcesów, ale koniunktura przełomu XIX i XX wieku na Śląsku przyniosła poważne zlecenia. Pracujący dla koncernu Georg von Giesches Erben tajny radca górniczy Anton Uthemann, zlecił im zaprojektowanie Giszowca. Spółka spadkobierców Gieschego nie była ich jedynym zleceniodawcą. Realizowali projekty rozsiane po całym Górnośląskim Okręgu Przemysłowym. Pracowali w swoim biurze pod Berlinem, ale często przebywali na Górnym Śląsku.
Czarny czwartek na nowojorskiej giełdzie, który był początkiem światowego kryzysu gospodarczego, odbił się także na Rzeszy, nawet na bogatym Śląsku. Zillmannowie utracili prawie cały swój majątek, ulokowany głównie w akcjach i obligacjach. Po śmierci Emila w 1937 roku, rodzina pokłóciła się, a firmy nikt nie reaktywował.

## Projekty
Osiedla:
- Giszowiec[3]
- Nikiszowiec[10]

Domy, kamienice:
- Pałac w Załężu[11]
- budynki mieszkalne dla pracowników kopalni Kleofas[12]

Zabudowania kopalni:
- Rozbark, Bleischarley i Deutschbleischarley[13][14]
- Gliwice[15]
- Sośnica
- szyb „Carmer” kopalni Giesche
- budynek zarządu kopalni Ferdynand (nieistniejący)[16]

Szpitale:
- Powiatowy Dom Inwalidów w Zabrzu-Rokitnicy[17]
- szpital hutniczy w Katowicach-Roździeniu
- szpital powiatowy w Międzyrzeczu
- Zakład Diakonisek w Poznaniu

Inne:
- Kościół św. Anny w Nikiszowcu[18]
- zabudowania dawnej huty cynku „Uthemann” znajdujące się na terenie likwidowanej Huty Metali Nieżelaznych w Katowicach-Szopienicach[19]
- zabudowania elektrociepłowni Szombierki[20]
- budynek w Katowicach przy ul. Kilińskiego 9, dawna siedziba dyrekcji policji (nieistniejące Muzeum-Areszt IPN)[21]
- dwie szkoły w Międzyrzeczu
- hotel Atlas w Berlinie
- Wieża Bismarcka w Mysłowicach
- Wieża wodna przy ul. Korczaka w Katowicach
- obecne Muzeum Powstań Śląskich w Świętochłowicach
- Siedziba zarządu dóbr ziemskich Donnersmarcków w Świętochłowicach
- Bazylika archikatedralna św. Stanisława Kostki w Łodzi (Emil)

## Upamiętnienie

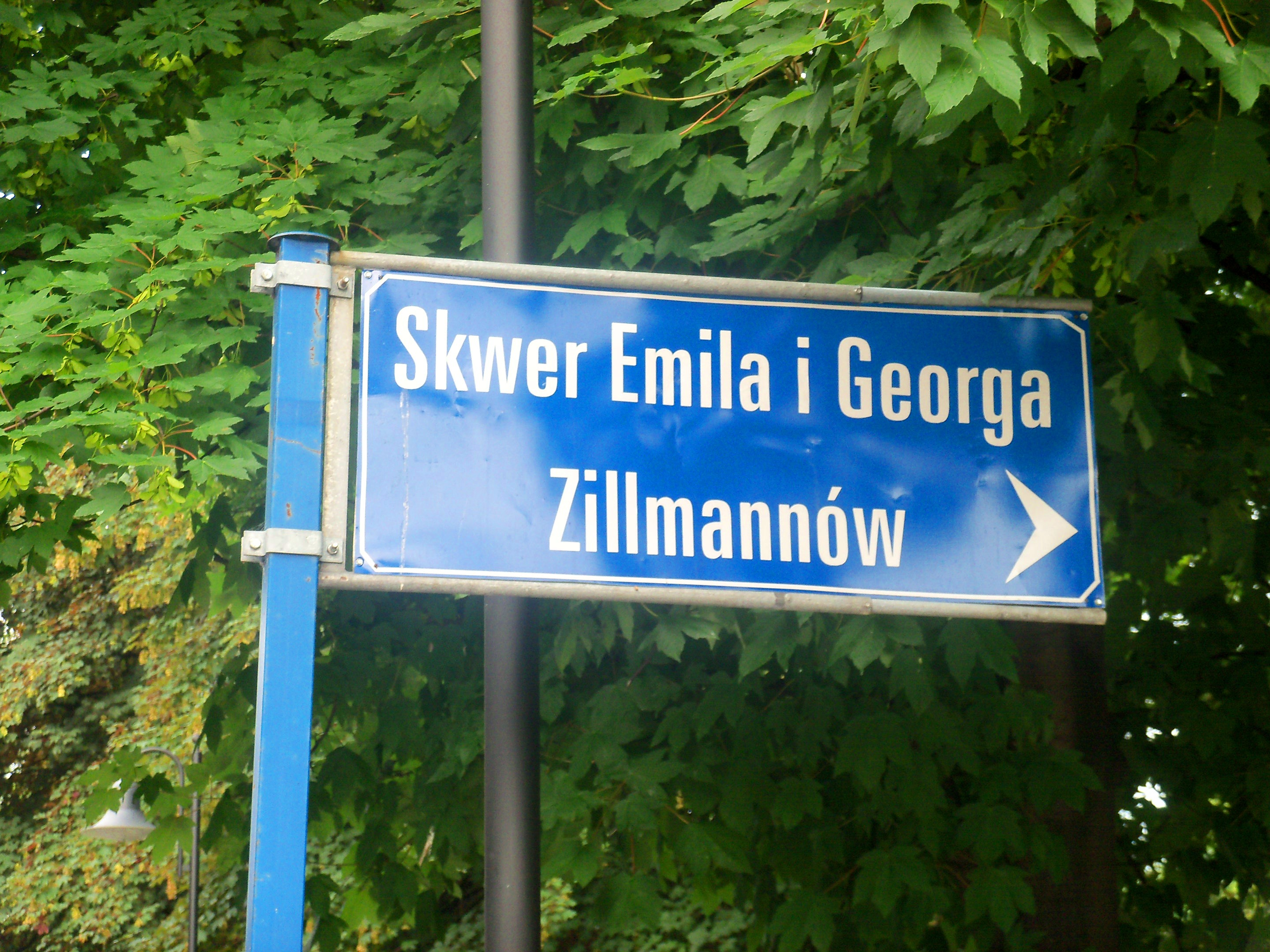
Skwer Zillmannów

W 2008 obchodzono 100-lecie powstania Nikiszowca. Z tej okazji oprócz wielu innych lokalnych imprez 25 października 2008 w kościele św. Anny odsłonięto tablicę upamiętniającą projektantów górniczego osiedla Emila i Georga Zillmannów. Na uroczystość przybył, odnaleziony przez Joannę Tofilską z Giszowca pracującą w Muzeum Historii Katowic, Jörn Zillmann – wnuk Emila Zillmanna.
W 2009 z inicjatywy Stowarzyszenia „Razem dla Nikiszowca” placowi położonemu w Nikiszowcu u zbiegu ulic Zofii Nałkowskiej, Zamkowej i placu Wyzwolenia, obok kościoła pw. św. Anny, nadano nazwę „Skwer Emila i Georga Zillmannów”.